# Банніков Юрій Олександрович
Юрій Олександрович Банніков (нар. 28 серпня 1938, Черкаси) — український державний і господарський діяч.

## Біографія
Після закінчення Рязанського радіоприладного інституту працював у конструкторських бюро, науково-дослідному інституті — інженером–дослідником, начальником відділу, лабораторії. З 1977 року — працівник Міністерства загального машинобудування, з 1980 року — директор Смілянського радіоприладного заводу. У 1993 році призначений на посаду міністра економіки.
З 1993 — директор Смілянського радіоприладного заводу «Орізон».
Голова Ради директорів АТ «Концерн Енергія».

## Нагороди і почесні звання
Нагороджений орденами «Знак Пошани», «Трудового Червоного прапора», «Жовтневої революції», медаллю «За доблесний труд», має почесне звання «Заслужений працівник промисловості України».
Почесний громадянин міста Сміла (ХІІІ сесія міськради 18.08.2000).